# Pan troglodytes ellioti
Sous-espèce
Statut de conservation UICN

 EN  : En danger
Statut CITES
Pan troglodytes ellioti est une sous-espèce du Chimpanzé commun (Pan troglodytes) qui habite la forêt tropicale le long de la frontière du Nigeria et du Cameroun. Les mâles de cette sous-espèce peuvent peser jusqu'à 70 kg pour une longueur de 1,2 m et une hauteur de 1,3 m. Les femelles sont nettement plus petites. Comme la sous-espèce nominale, Pan troglodytes ellioti est classée comme espèce En danger par l’UICN.

## Histoire
Pan troglodytes ellioti est classé comme la quatrième sous-espèce de chimpanzé depuis 1997 et est la moins étudiée de ces sous-espèces. Ses populations sont en déclin dans son aire de répartition naturelle limitée, avec entre 3 500 et 9 000 individus restants.

## Description
En captivité, Pan troglodytes ellioti peut peser jusqu'à 80 kg pour les mâles et 65 kg pour les femelles. Dépliés, ils mesurent entre 1 à 1,7 m.

## Sous-populations
Pan troglodytes ellioti se rencontre :
- au Cameroun :
  - forêt d'Ebo - 626 à 1 480 individus ;
  - sanctuaire de faune sauvage de Banyang-Mbo - 500 à 1 450 individus ;
  - parc national du Mbam et Djerem - au moins 500 individus ;
- au Nigeria :
  - parc national de Gashaka Gumti - 900 à 1 000 individus ;
  - réserve forestière de Ngel Nyaki (en).

Lors d'une étude menée en 2006 dans le sud-ouest du Nigeria, cette sous-espèce a été observée dans les réserves forestières d'Idanre, d'Ifon, d'Oluwa, d'Omo, d'Ise, d'Ologbo et dans le parc national d'Okomu. Des chimpanzés ont été observés dans les États d'Ondo, d'Ekiti, d'Edo et d'Ogun. Des études ultérieures ont également confirmé la présence de chimpanzés dans la réserve forestière d'Akure-Ofosu. Cette population est au bord de l'extinction en raison de la perte d'habitat, des maladies et des activités humaines comme la chasse. Les affiliations génétiques de cette population sont également floues. Un rapport de juin 2008 indiquait que la réserve forestière d’Edumanom était le dernier site connu de chimpanzés dans le delta du Niger.

## Habitat
La sous-espèce habite les forêts tropicales humides et les forêts de montagne jusqu'à une altitude de 2 750 m. Il existe également des populations qui habitent principalement des habitats de savane.

## Espérance de vie
Les individus peuvent vivre de 40 à 60 ans.

## Statut et conservation
Pan troglodytes ellioti est reconnue comme la sous-espèce de chimpanzés la plus menacée et la moins répandue de toutes les sous-espèces de Pan troglodytes et elle présente une forte probabilité d'extinction dans les décennies à venir.

## Systématique
Le nom valide complet (avec auteur) de ce taxon est Pan troglodytes ellioti (Matschie, 1914).
L'espèce a été initialement classée dans le genre Anthropopithecus sous le protonyme Anthropopithecus ellioti Matschie, 1914,.
Pan troglodytes ellioti a pour synonyme :
- Anthropopithecus ellioti Matschie, 1914

### Publication originale
- (de) Paul Matschie, « Neue Affen aus Mittelafrika », Sitzungsberichte der Gesellschaft Naturforschender Freunde zu Berlin, vol. 1914,‎ 1914, p. 323-342 (ISSN 0037-5942, lire en ligne).